# Game Developer (Zeitschrift)

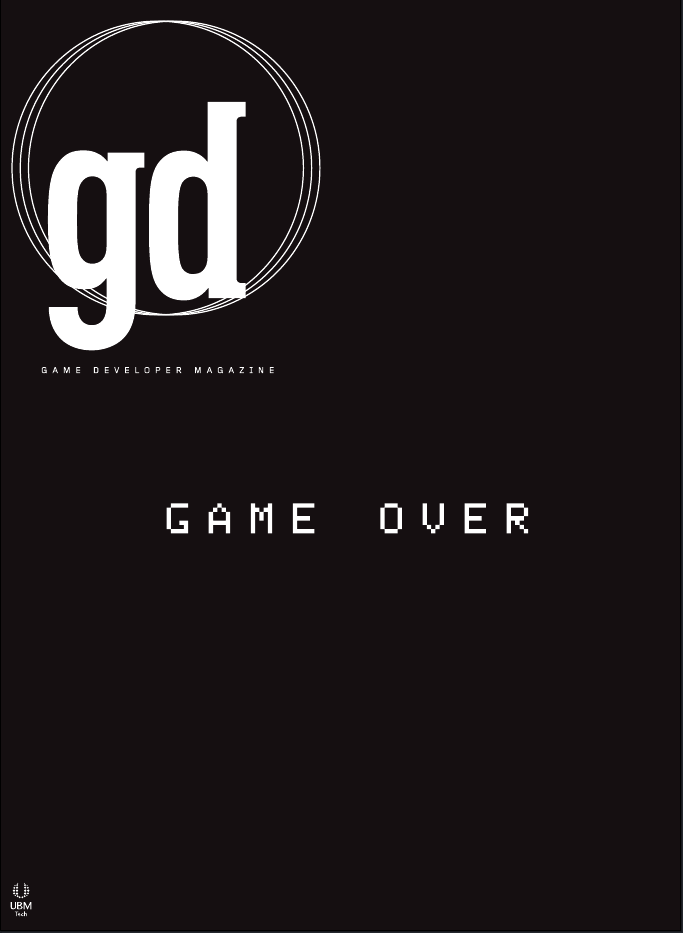
Cover der letzten Ausgabe

Game Developer war eine von März 1994 bis Juni 2013 monatlich erscheinende Zeitschrift zum Thema Computerspielentwicklung. Das Magazin war für qualifizierte professionelle Spieleentwickler in den USA kostenlos, des Weiteren konnte man es kostenpflichtig im Abonnement als Printmagazin und später auch als digitale Version beziehen. Im Juli 2008 erreichte die hauptsächlich in Nordamerika verbreitete Zeitschrift 35.000 Leser.

## Beschreibung
Game Developer thematisierte verschiedene Bereiche der Spieleentwicklung, darunter Programmierung, Art Design, Audio, Qualitätskontrolle, Game Design und Produktion. In monatlichen Kolumnen diskutierten Industrieveteranen verschiedene Themen. Im Magazin schrieben bedeutende Personen aus der Spieleindustrie über für die Spieleentwicklung relevante Bücher, Werkzeuge und Software-Pakete.
Ein wesentliches Merkmal des Magazins war die „Postmortem“-Titelstory, in welcher die Entwicklung eines kurz zuvor veröffentlichten Computerspiels beschrieben wurde, nebst Ausweisung von jeweils fünf Punkten Was gut ging und Was falsch lief. Diese Artikel lieferten aus erster Hand eine offene Sicht auf die Lektionen, die im Entwicklungsprozess gelernt wurden. Das erste Postmortem wurde von André Vrignaud zu Dark Sun Online: Crimson Sands geschrieben und im Oktober 1997 veröffentlicht. Seit 1998 zeichnet Game Developer jährlich außergewöhnliche Spieleentwicklungstools mit den „Front Line Awards“ aus. Zu den Gewinnern der vergangenen Jahre gehören Software (wie Photoshop und VTune), Spiel-Engines (Unreal Engine), Hardware (Geforce 3) und Bücher (Computer Graphics: Principles und Practice).
Das Magazin war sowohl mit der Fachveranstaltung der Game Developers Conference als auch der Website Gamasutra verbunden. Über die Schwester-Website, die sowohl als Onlinemagazin für Spieleentwickler als auch als Jobbörse im Bereich der Spieleindustrie fungierte, wurden vereinzelt Artikel aus der Game Developer veröffentlicht und Einzelausgaben des Magazins zum Kauf angeboten. Im April 2013 gab die Verlagsmutter UBM bekannt, dass das Magazin mit der Ausgabe Juni–Juli 2013 eingestellt und ihre Inhalte in Gamasutra eingepflegt würden.